# Nikołaj Amielko
Nikołaj Nikołajewicz Amielko (ros. Николай Николаевич Амелько, ur. 9 listopada?/22 listopada 1914 w Piotrogrodzie, zm. 27 czerwca 2007 w Moskwie) – radziecki admirał.

## Życiorys
Od 1931 służył w Marynarce Wojennej ZSRR, w 1936 ukończył Wyższą Szkołę Marynarki Wojennej im. Michaiła Wasiljewicza Frunzego.
Brał udział w wojnie ZSRR z Niemcami. Od 1944 członek WKP(b), od 1945 na stanowiskach dowódczych i sztabowych, w 1956 ukończył Wojskową Akademię Sztabu Generalnego, został kandydatem nauk wojskowo-morskich. W latach 1956–1962 szef sztabu – zastępca dowódcy Floty Oceanu Spokojnego, w latach 1962–1969 dowódca Floty Oceanu Spokojnego, między 1969 a 1978 zastępca głównodowodzącego Marynarki Wojennej ZSRR, w 1964 mianowany admirałem. 
Deputowany do Rady Najwyższej ZSRR VII i VIII kadencji. W latach 1964–1971 zastępca członka KC KPZR. Pochowany na Cmentarzu Trojekurowskim w Moskwie.

## Odznaczenia
- Order Honoru
- Order Lenina (trzykrotnie – 1956, 1964 i 1967)
- Order Czerwonego Sztandaru (trzykrotnie – 1942, 1954 i 1972)
- Order Czerwonego Sztandaru Pracy (1979)
- Order Wojny Ojczyźnianej I klasy (dwukrotnie – 1945 i 1985)
- Order Nachimowa I klasy (1981)
- Order Nachimowa II klasy (1944)
- Order Czerwonej Gwiazdy (trzykrotnie – 1943, 1946 i 1963)
- Order „Za służbę Ojczyźnie w Siłach Zbrojnych ZSRR” III klasy

Medale ZSRR i odznaczenia zagraniczne.